# Niulakita
Niulakita ist die südlichste Insel Tuvalus. Zusammen mit Niutao bildet Niulakita einen der acht Bezirke des Inselstaates, den Bezirk Niutao. Das einzige Dorf auf der Insel ist das gleichnamige Niulakita an der Südwestküste. Die Insel hat 34 Einwohner (Stand 2017). Alle Einwohner wanderten von der überbevölkerten Insel Niutao seit 1949 zu.
Es handelt sich um eine elliptisch geformte Insel von etwa einem Kilometer Durchmesser und 42 Hektar Landfläche.

## Geschichte
Im 16. Jahrhundert wurde das Eiland von verschiedenen europäischen Seefahrern angefahren und erhielt dadurch unterschiedliche Bezeichnungen wie etwa La Solitaria, Independence, Sophia oder Rocky. Die Erstsichtung wird heute Alvaro de Mendaña de Neyra 1595 zugeschrieben.
Zu Beginn des 20. Jahrhunderts war die Insel im Besitz des amerikanischen Kaufmanns H. J. Moors. Das Atoll war bis 1949 unbewohnt und wurde durch Siedler vom überbevölkerten Niutao besiedelt.
Die Insel wurde 1944 von Großbritannien gekauft.